# Serge Dewel
 (juin 2023).
La mise en forme du texte ne suit pas les recommandations de Wikipédia : il faut le « wikifier ».
Les points d'amélioration suivants sont les cas les plus fréquents. Le détail des points à revoir est peut-être précisé sur la page de discussion.
- Les titres sont pré-formatés par le logiciel. Ils ne sont ni en capitales, ni en gras.
- Le texte ne doit pas être écrit en capitales (les noms de famille non plus), ni en gras, ni en italique, ni en « petit »…
- Le gras n'est utilisé que pour surligner le titre de l'article dans l'introduction, une seule fois.
- L'italique est rarement utilisé : mots en langue étrangère, titres d'œuvres, noms de bateaux, etc.
- Les citations ne sont pas en italique mais en corps de texte normal. Elles sont entourées par des guillemets français : « et ».
- Les listes à puces sont à éviter, des paragraphes rédigés étant largement préférés. Les tableaux sont à réserver à la présentation de données structurées (résultats, etc.).
- Les appels de note de bas de page (petits chiffres en exposant, introduits par l'outil «  Source ») sont à placer entre la fin de phrase et le point final[comme ça].
- Les liens internes (vers d'autres articles de Wikipédia) sont à choisir avec parcimonie. Créez des liens vers des articles approfondissant le sujet. Les termes génériques sans rapport avec le sujet sont à éviter, ainsi que les répétitions de liens vers un même terme.
- Les liens externes sont à placer uniquement dans une section « Liens externes », à la fin de l'article. Ces liens sont à choisir avec parcimonie suivant les règles définies. Si un lien sert de source à l'article, son insertion dans le texte est à faire par les notes de bas de page.
- La présentation des références doit suivre les conventions bibliographiques. Il est recommandé d'utiliser les modèles {{Ouvrage}}, {{Chapitre}}, {{Article}}, {{Lien web}} et/ou {{Bibliographie}}. Le mode d'édition visuel peut mettre en forme automatiquement les références.
- Insérer une infobox (cadre d'informations à droite) n'est pas obligatoire pour parachever la mise en page.

Pour une aide détaillée, merci de consulter Aide:Wikification.
Si vous pensez que ces points ont été résolus, vous pouvez retirer ce bandeau et améliorer la mise en forme d'un autre article.
Serge Dewel, né en 1964 à Namur, en Région wallonne, est un historien et archéologue belge, spécialiste de l'Éthiopie moderne (1855-1936) et des christianismes dans la Corne de l'Afrique.

## Biographie
Serge Dewel est né en 1964 de parents germano-belges. Docteur en Histoire de l'Institut national des langues et civilisations orientales (INALCO), il soutient en 2017 une thèse intitulée ADDIS ABÄBA (Éthiopie) 1886-1966. Construction d'une nouvelle capitale pour une ancienne nation souveraine, sous la direction de Taline Ter Minassian et Delombera Negga.
Chargé des cours d'histoire de l’Éthiopie à l'INALCO, Paris (2018-2023), chercheur associé au Centre d’études en sciences sociales sur les mondes africains, américains et asiatiques (CESSMA) (UMR 245) depuis 2019, secrétaire général de l'ARESÆ (Association française pour le développement de la recherche scientifique en Afrique de l’Est).
Membre de l'Association française d'histoire religieuse contemporaine (AFHRC), de la Société des africanistes. Il est également membre du comité de lecture de la revue Pount. Cahiers d’études sur la Corne de l’Afrique et l’Arabie du Sud depuis 2018. Il est conseiller municipal à Rhuis de 2014 à 2020.
Depuis 2022, il est responsable du département Éthiopie de l'Institut Chrétiens d'Orient (ICO).

## Recherches
Après des études à l'Université de Liège (licence en langues orientales – akkadien, turc, arabe –, DEA histoire de l'Art et archéologie, DEA histoire des religions), Serge Dewel voyage pendant plusieurs années en Afrique et en Asie, et séjourne en Éthiopie où il fonde une agence de voyage (1995-1998). Il participe aussi à plusieurs missions archéologiques en Syrie (Terqa 1987-1989) et en Jordanie (Lehun, 1991-1994) où il s'occupe plus particulièrement de la céramique.
De 1998 à 2010, il est cadre dirigeant dans le secteur privé (tour-opérateur), tout en réalisant des missions de consultant, entre autres pour la Commission européenne.
Résidant en France à partir de 2010, il reprend ses recherches entamées en Éthiopie, étudie la langue amharique et tigréenne à l'INALCO (2011-2014) et de la langue ge'ez (2014-2016) à l'Institut catholique de Paris, la théologie (Université de Lorraine, Metz), tout en obtenant un Master 1 en Études du fait religieux (Université d'Artois).
Abordant l'Éthiopie contemporaine par la religion, Serge Dewel s'est penché sur le phénomène qui apparaissait alors comme une explosion sans précédent du pentecôtisme (selon la désignation habituelle) en Éthiopie, dont une analyse plus approfondie a démontré deux erreurs communément véhiculées. D'une part, il s'agit d'un mouvement général évangélique et charismatique, plutôt que de pentecôtisme, dans l'expression éthiopienne. D'autre part, la confrontation des données démographiques, géographiques et confessionnelles contredisent des conversions massives, mais plutôt des croissances de population à deux vitesses selon les espaces confessionnels. Et, en conclusion, il apparaît que le christianisme évangélique en Éthiopie répond d'abord à une préoccupation identitaire.
Dans le cadre de sa thèse, Dewel s'est particulièrement intéressé aux étapes de la construction de la capitale éthiopienne actuelle, Addis-Abeba, en mettant en évidence le processus de construction urbaine et en le liant au contexte récurrent de menaces sur la souveraineté nationale. Le développement de la capitale apparaît ainsi comme une mise en scène impériale.
Ses recherches l'amènent à considérer les principes et les étapes de la construction nationale et de l’État en Éthiopie, qui reposent sur trois piliers immuables du temps long de l'histoire. Un de ceux-ci, la religion, est longtemps demeuré le premier marqueur identitaire du pays qui se voit progressivement remplacé par la langue depuis l'entrée du pays dans le XXIe siècle.
Dans le cadre du conflit du Tigray, Serge Dewel s'est exprimé dans la presse française pour démonter l'argument ethnique. Si celui-ci existe bel et bien, il n'est que le revêtement de causes plus profondément ancrées. Parler de conflit ethnique revient à pratiquer la tautologie sans apporter la moindre explication. La vraie question demeurant est pourquoi deux (ou plusieurs) groupes culturellement différents s'opposent. Leurs différences ne sont que des marqueurs, pas des causes,,. Les pressions sur le foncier dans les espaces périurbains et le rétrécissement des parcelles agraires sur les hautes terres constituent deux clefs d'analyse des tensions que connait l'Éthiopie depuis deux décennies, mais le conflit du Tigray résulte surtout de la volonté du Front de libération du peuple du Tigré (TPLF) de conserver le contrôle du destin national.

## Activités
Organisation de la Journée d'étude éthiopienne (JEE) «Histoire et patrimoine dans la Corne de l'Afrique», à l'INALCO en 2016. En 2017, à la Bibliothèque universitaire des langues et civilisations (BULAC) / INALCO à Paris, co-commissariat de l'exposition  Trente ans qui ont changé l’Éthiopie, avec Alain Gascon.
À l'occasion du premier anniversaire de l'arrivée au pouvoir en Éthiopie du Premier ministre Abiyy Ahmed, co-organisation (avec Bezunesh Tamru et Delombera Negga) d'un colloque «‘Printemps’ éthiopiens ou ለውጥ läwṭ? Un an après. Journée d’étude éthiopienne consacrée aux réformes contemporaines», Journée d’Étude Éthiopienne à l'INALCO en avril 2019.

## Publications

### Ouvrages
- Histoire de l'Afrique de l'Est et centrale: Des États anciens au XXIe siècle (Kenya, Tanzanie, Ouganda, Rwanda, Burundi), Paris, L'Harmattan/Sepia, 2021, 270 p. (ISBN 979-1033402022) - Prix Robert Cornevin 2022 de l'Académie des Sciences d'Outre-Mer[13].
- Éthiopie, une histoire: Vingt siècles de construction nationale, Paris, L'Harmattan, 2021, 480 p. (ISBN 978-2343229720)[14],[15].
- Addis-Abeba (Éthiopie). Construction d'une nouvelle capitale pour une ancienne nation souveraine, Paris, L'Harmattan, 2018.
  - Tome 1 (1886-1936), 474 pages  (ISBN 978-2343152486).
  - Tome 2 (1936-2016), 230 pages,  (ISBN 978-2343152493).
- Mouvement charismatique et pentecôtisme en Éthiopie. Identité et religion, Paris, L'Harmattan, 2014, 256 p. (ISBN 978-2343038186)[16]

### Articles récents
- Arméniens et Grecs en Éthiopie (1886-1936): rôle des diasporas dans la construction de l’Éthiopie moderne, dans Perspectives & Réflexions 10 (2022-2023), p. 36-58.
- Le Conflit du Tigray (Éthiopie): «une guerre civile», vraiment?», dans Monde Commun 8 (2023/1), p. 98-113[17].
- La Naissance de l’Éthiopie moderne 1896-1936, dans Dossiers d’Histoire 120 (mars/avril 2022), p. 48-53.
- Conflit éthiopien: les faiblesses de l’explication ethnique, dans The Conversation, 30 novembre 2021[18].
- L’Écriture en amharique, in Itinéraires INALCO, 11, 2021 (en collaboration avec Delombera Negga et Ronny Meyer)[19].
- Addis Abeba, une capitale en ébullition dans Géoimage CNES, 2019, (en collaboration avec Alain Gascon)[20].
- L’Éthiopie: une pluralité des christianismes inscrite dans l’histoire, dans CERI Bulletin No 32, septembre 2019[21].
- Les Stèles d’Aksum. Vers la fabrication d’un symbole national éthiopien, dans Cahiers d’Études Africaines LVII (3), 227, 2017, p. 515-550[22].
- Mouvement charismatique et pentecôtisme en Éthiopie. Identité et religion, dans Outre-Terre 2015/4 (45), 2015, p. 88-98[23].
- Mouvement charismatique et pentecôtisme en Éthiopie. Une progression fulgurante?, dans Afrique Contemporaine 252, 2014, p. 140-142[24].
- Le Culte des zar en Abyssinie, dans Cahiers Leiris no 3, 2012, p. 159-170 & 234-236.

## Récompenses
- 2022 : prix Robert Cornevin de l'Académie des sciences d'outre-mer pour son ouvrage Histoire de l'Afrique de l'Est et centrale. Des États anciens au XXIe siècle.